# Parapeto (arquitectura)

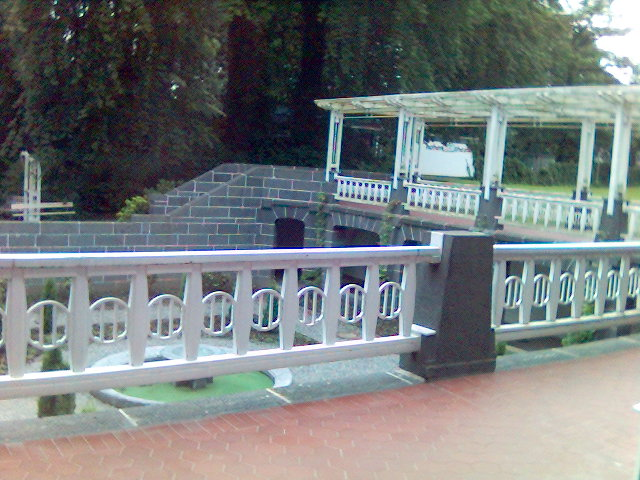
Parapeto en forma de balaustrada

El parapeto es un elemento arquitectónico de protección que sirve para evitar la caída al vacío de personas, animales u objetos de un balcón o terraza aunque también se puede encontrar en cualquier otro lugar que presente desniveles entre diferentes planos.  También llamado pretil o pasamano.

## Tipos de parapetos
Los parapetos pueden ser clasificados en diversos tipos:
- Balaustradas de piedra natural o artificial
- Parapetos y pretiles de mampostería o de hormigón armado
- Barandillas
- Parapetos de madera

## Características del parapeto para evitar situaciones de peligro
- Altura: los parapetos deben tener al menos un metro desde el suelo hasta arriba
- Soportes en la parte interna: no deben presentar en la parte interna soportes situados a una altura del pavimento tal que sirvan de apoyo al pie y puedan provocar la caída de niños pequeños
- Dimensión máxima de los vanos: deben ser fijados de modo que impidan el paso de objetos; no deben dejar pasar una esfera de 10 cm de diámetro
- Resistencia al empujón horizontal: los parapetos de balcones y terrazas deben resistir una fuerza horizontal de 1000 N/m aplicada sobre el pasamanos